# 6051 Anaximenes
6051 Anaximenes eller 1992 BX1 är en asteroid i huvudbältet som upptäcktes den 30 januari 1992 av den belgiske astronomen Eric W. Elst vid La Silla-observatoriet. Den är uppkallad efter den grekiske filosofen Anaximenes.
Asteroiden har en diameter på ungefär 8 kilometer.